# Alfa Romeo 33
Alfa Romeo 33 (typ 905 a 907) je malý rodinný vůz (segment C) vyráběný italskou automobilkou Alfa Romeo mezi lety 1983 a 1994. Z mechanického hlediska jde v podstatě o vylepšeného předchůdce Alfa Romeo Alfasud, z něhož byla převzata platforma, podvozek a hnací ústrojí, i když s modifikacemi zavěšení a brzdového systému. Na Nissanu založený model Alfa Romeo Arna, byl uveden krátce poté (vyráběn 1983–1987), nabízel vozidlo podobných rozměrů (např. délka 4000 mm oproti 4075 mm u modelu 33), ale za nižší ceny (modelu Arna se však vyrobilo jen 53 047 kusů).
Alfa Romeo 33 má jedinečné místo v historii automobilky Alfa Romeo, protože bylo vyrobeno téměř 1 milion těchto vozů. Během 11 let výroby došlo v 1986 k faceliftu a zásadním úpravám modelu v roce 1989. V roce 1994 byla výrobena ukončena a nahrazena modely Alfa Romeo 145 a Alfa Romeo 146, které používají stejné motory typu boxer, ale jsou postaveny na zcela nové platformě založené na Fiat Tipo.
Výrobu vozu Alfa Romeo 33 lze rozdělit do tří etap:
- první série (1983–1986): verze kombi a 4x4 od 1984): interní označení typ 905,
- facelift první série (1986–1989),
- druhá série (1990–1995): interní označení typ 907.

## Fotogalerie

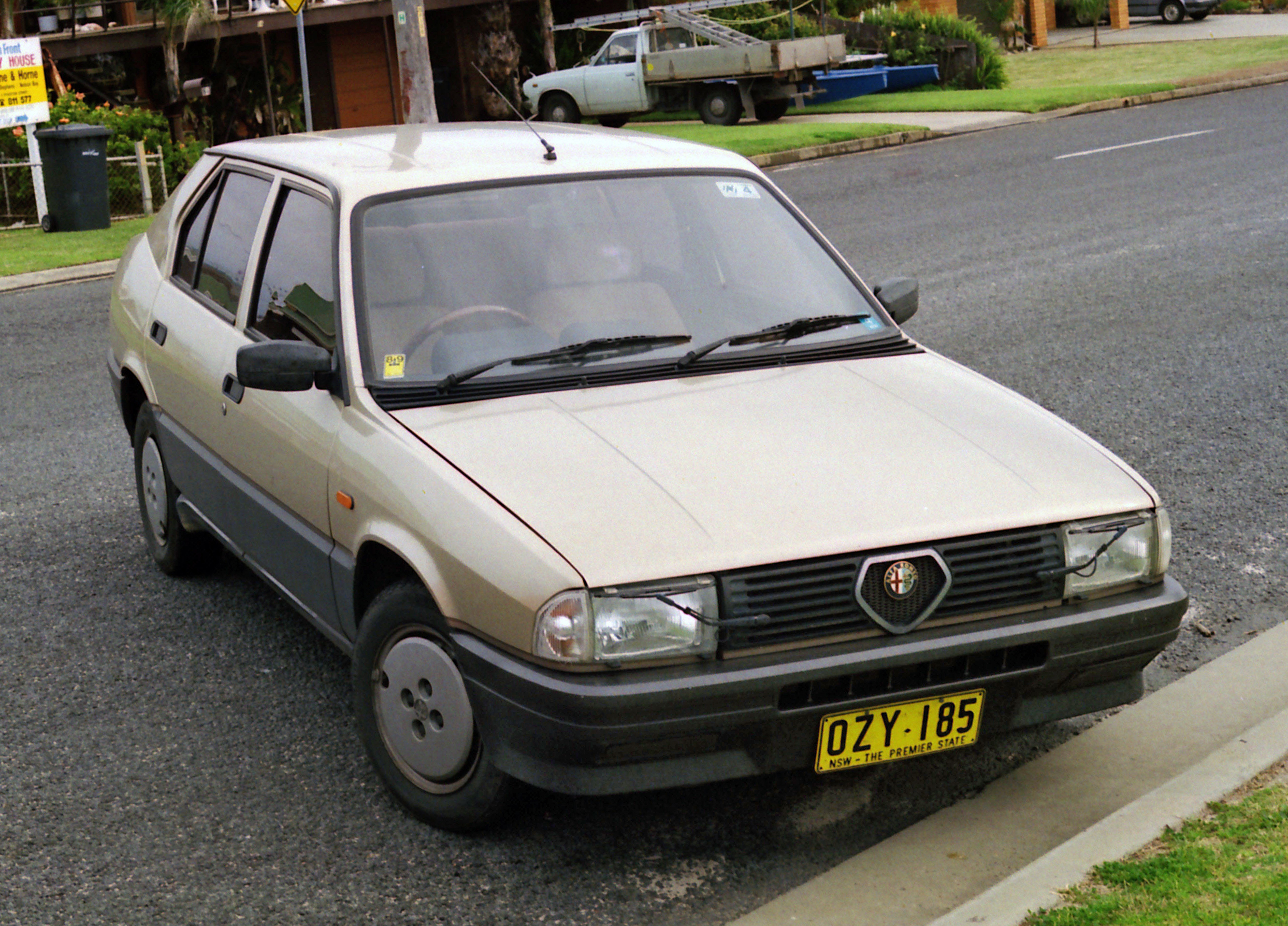
Alfa Romeo 33 1.5 Quadrifoglio Oro: první generace
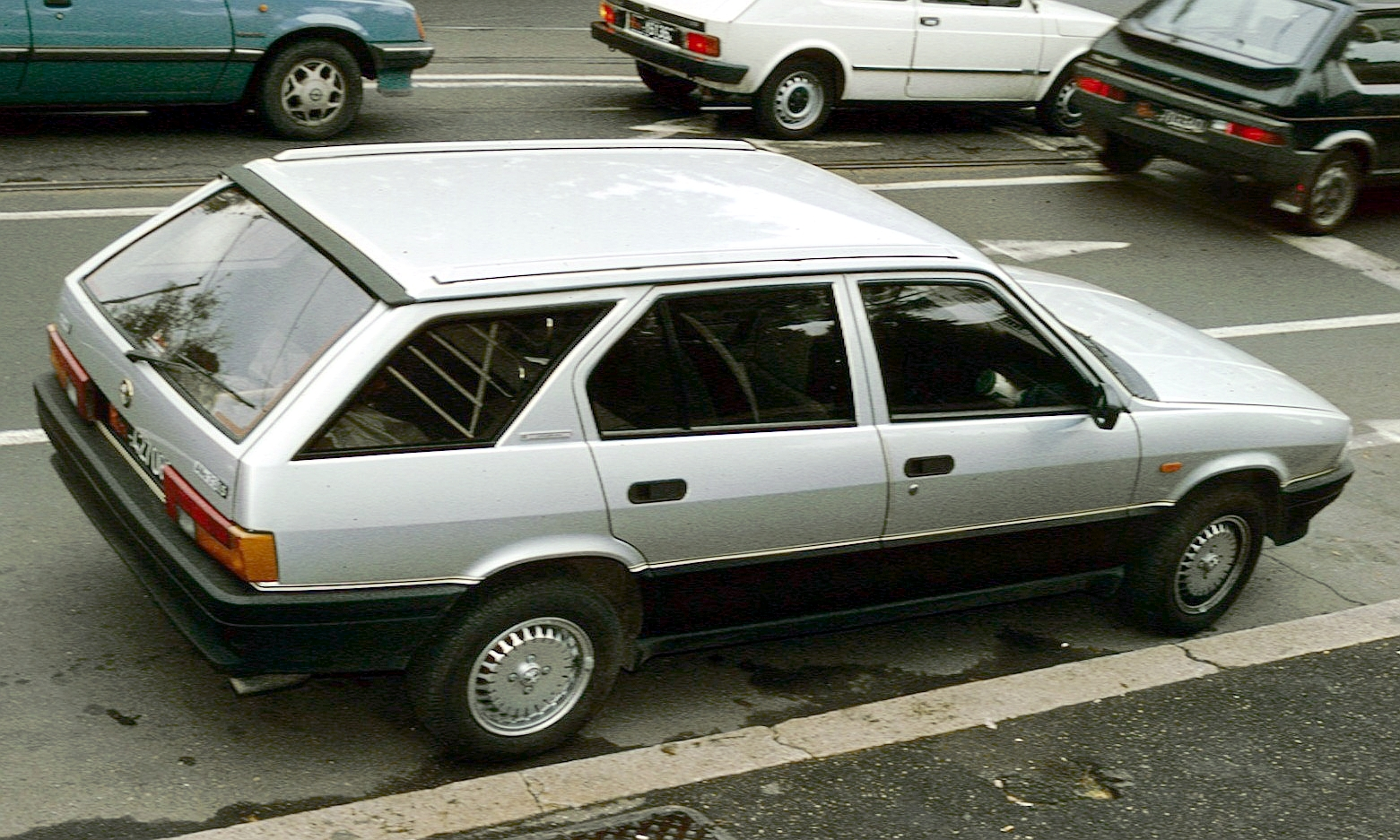
Alfa Romeo 33 1.5 Giardinetta (kombi): první generace (1984)
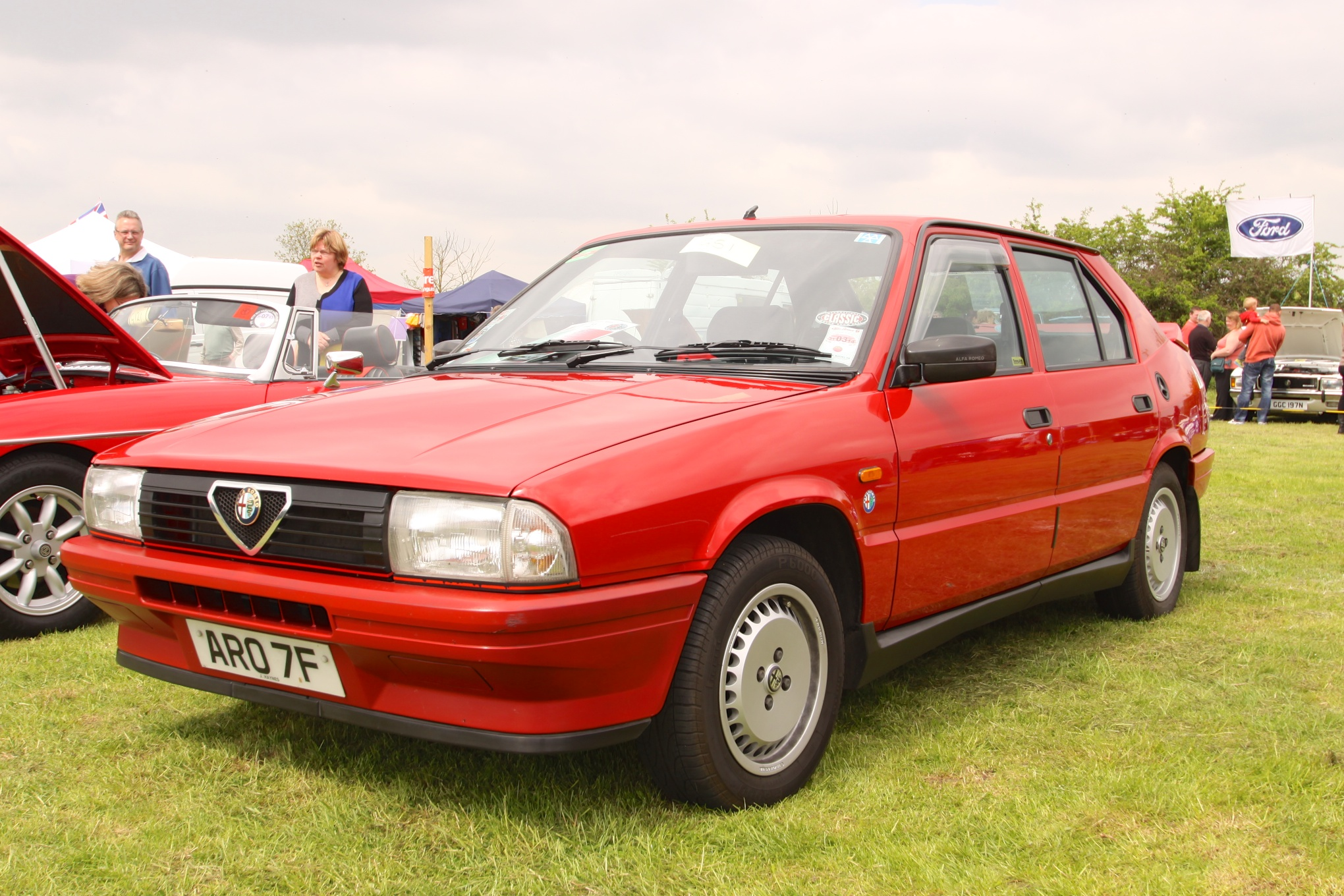
Alfa Romeo 33 1.7 Green Cloverleaf: facelift 1. generace (1986–88)
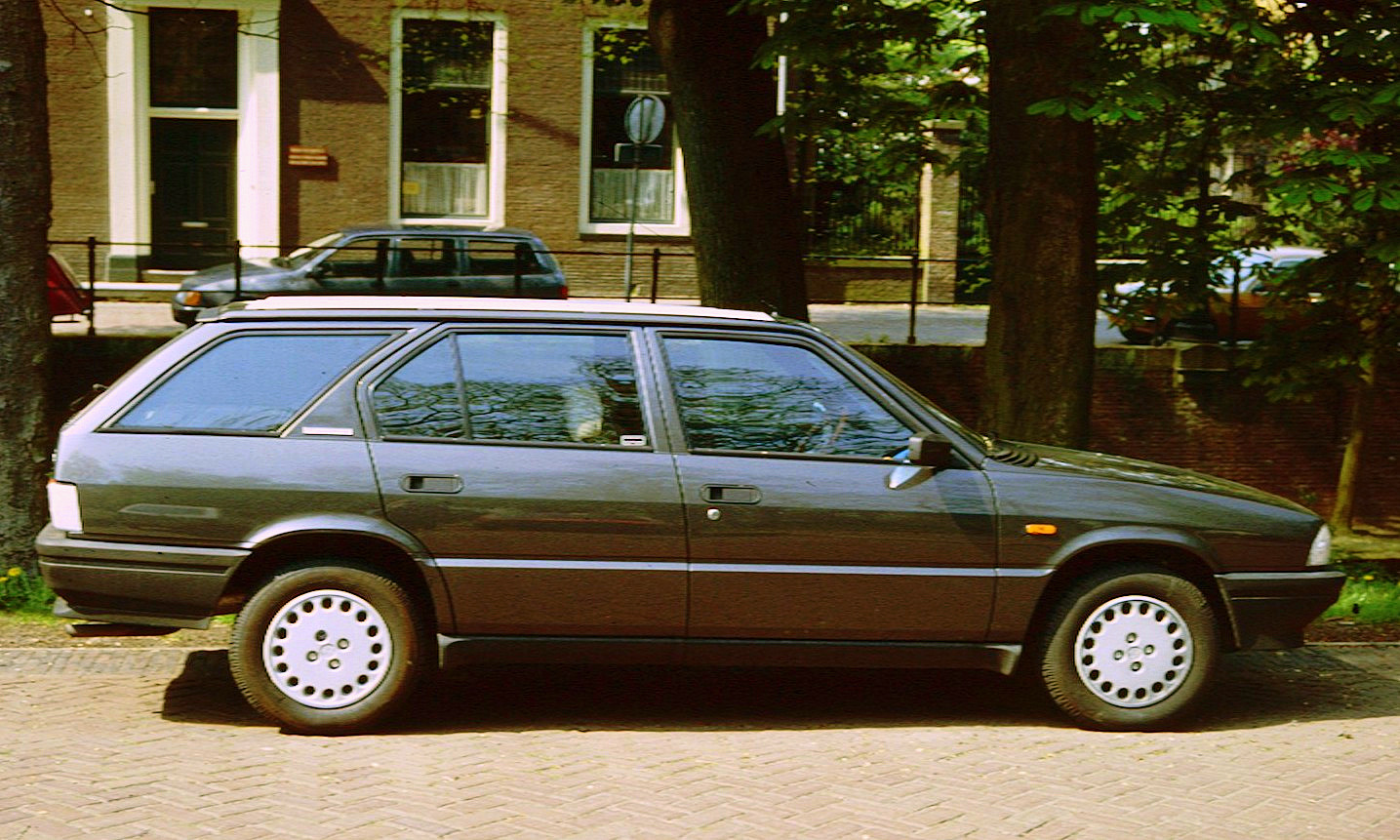
Alfa Romeo 33 kombi: facelift 1. generace (1986–90)
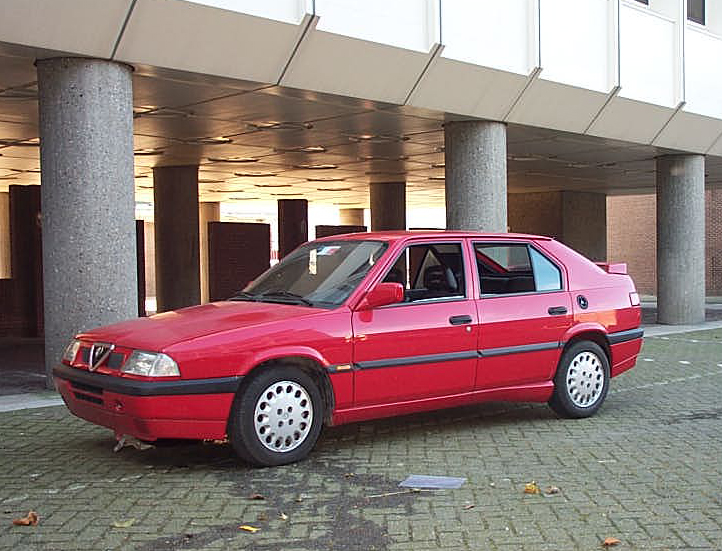
Alfa Romeo 33 1.7S 16V Quadrifoglio 1990: 2. generace